# Chaceon micronesicus
Chaceon micronesicus is een krabbensoort uit de familie van de Geryonidae. De wetenschappelijke naam van de soort is voor het eerst geldig gepubliceerd in 1998 door Ng & Manning.